# Алисън Камерън
Алисън Камерън, Доктор по медицина, (на английски: Allison Cameron, M.D.) е измислен персонаж от медицинската драма „Хаус“. Ролята се изпълнява от Дженифър Морисън. В българския дублаж Камерън се озвучава от Ани Василева.